# Chó bướm
Chó bướm (Papillon) là một loại chó cảnh được yêu thích. Papillon còn được gọi là chó Bướm bởi đôi tai có hình dáng của đôi cánh bướm. Papillon còn có cái đuôi dài với chùm lông phất phơ luôn cong vút trên lưng, chính vì vậy nên chúng còn có tên khác là Spaniel Sóc. Papillon là giống chó thông minh, tình cảm thích đùa giỡn. Ngoài ra còn có một giống chó Papillon khác có tai cụp gọi là Palene. Tên gọi của chúng có nghĩa là "con bướm" trong tiếng Pháp.

## Tổng quan
Papillon là một trong những loài chó cổ xưa nhất, được ghi nhận trong lịch sử châu Âu từ 700 năm trước. Giống chó này lúc đầu được gọi The epagneul nain hay Spaniel tý hon. Sau đó chúng được biết đến như là Continental Toy Spaniel và giống chó nhỏ này đã xuất hiện trên các bức bích họa ở Ý vào các năm từ thế kỷ 13 đến 15, trong giai đoạn Phục Hưng. Chúng phổ biến tại Ý chính trong giai đoạn Phục Hưng và sau đó được hoàn thiện thêm bởi các nhà lai tạo giống người Pháp. Các tài năng chính của giống chó này là trông nhà, biểu diễn, tham dự các cuộc thi đòi hỏi sự nhanh nhẹn và trí thông minh.

## Đặc điểm
Đây là một giống chó cảnh cỡ nhỏ. Chó có tầm vóc nhỏ, thấp lùn, cao 20 cm, dài 38 cm, nặng 5-5,5 kg, trong đó chó đực cao từ 8-11 inches (20–28 cm), chó cái cao 8-11 inches (20–28 cm), chó đực nặng từ 8-10 pounds (4–5 kg), chó cái nặng từ 7-9 pounds (3–4 kg). Giống chó này có hình dạng rất ngộ nghĩnh đầu to, mõm rộng và rất ngắn hầu như liền tịt với mũi, mũi rộng chia thuỳ, tai to có lông dài phủ xuống 2 bên, mắt to đen hoặc nâu xẫm, 4 chân thấp lùn. Đôi tai có hình như hai cánh bướm luôn vểnh hoặc được cắt cho vểnh.
Chúng có một vệt lông trắng điển hình trên mũi. Mõm của chó Bướm ngắn và hơi nhọn. Tất cả tạo ra cho loại chó này một dáng vẻ thông minh và nhanh nhẹn. Chó có bộ lông dài xù màu đỏ, đen hay tam thể trên nền trắng, lựơn sóng màu hạt dẻ, đôi khi có màu vàng xẫm hoặc trắng sữa. Cái đuôi lông xù của nó vắt trên lưng. Bộ lông dài và rủ có màu trắng pha với những miếng vá có các màu khác nhau. Các màu khác ngoài màu trắng phải phủ kín hết mắt và 2 mặt của tai. Bộ lông dài cần được chải hàng ngày để không bị rối.
Đôi khi chúng có vấn đề về xương bánh chè, có thể chỉnh sửa nhờ phẫu thuật, chúng có xương chẩm kém phát triển và lộ thóp. Một số cá thể khi trưởng thành sẽ mất đi lỗ mềm này, một số cá thể thì vẫn giữ nguyên tới lúc chết. Vì vậy chúng cần được bảo vệ để tránh các cú va chạm vào vị trí dễ bị thương tổn. Tuổi thọ Thông thường 13 năm, có những con sống đến 16 năm. Cần chăm sóc hàng ngày cho bộ lông dài mượt của chúng. Giống chó này thông thường khá sạch sẽ và không có mùi hôi. Cần cắt móng chân và đánh răng cho chúng thường xuyên vì hay bị cao răng.

## Tập tính
Đây là giống chó thân thiện, thông minh và rất thích các hoạt động ngoài trời. Chúng rất thích vui chơi và đùa nghịch nhưng cũng luôn tỏ ra kiên nhẫn, bình tĩnh. Rất thích được vuốt ve và yêu quý chủ nhưng cũng luôn cảnh giác đối với người lạ. Papillons có thể huấn luyện để thực hiện một số trò đơn giản. Một số dòng có thể dễ sợ hãi, căng thẳng. Chúng còn có thể khó dạy dỗ đi vệ sinh đúng chỗ, thuộc loại dễ dạy bảo. Papillon có quan hệ tốt đối với trẻ con lớn. Chúng có thể tỏ ra hơi hiếu chiến. Đối xử tốt với mèo và gia súc khác nếu được hòa đồng sớm từ lúc còn nhỏ. 

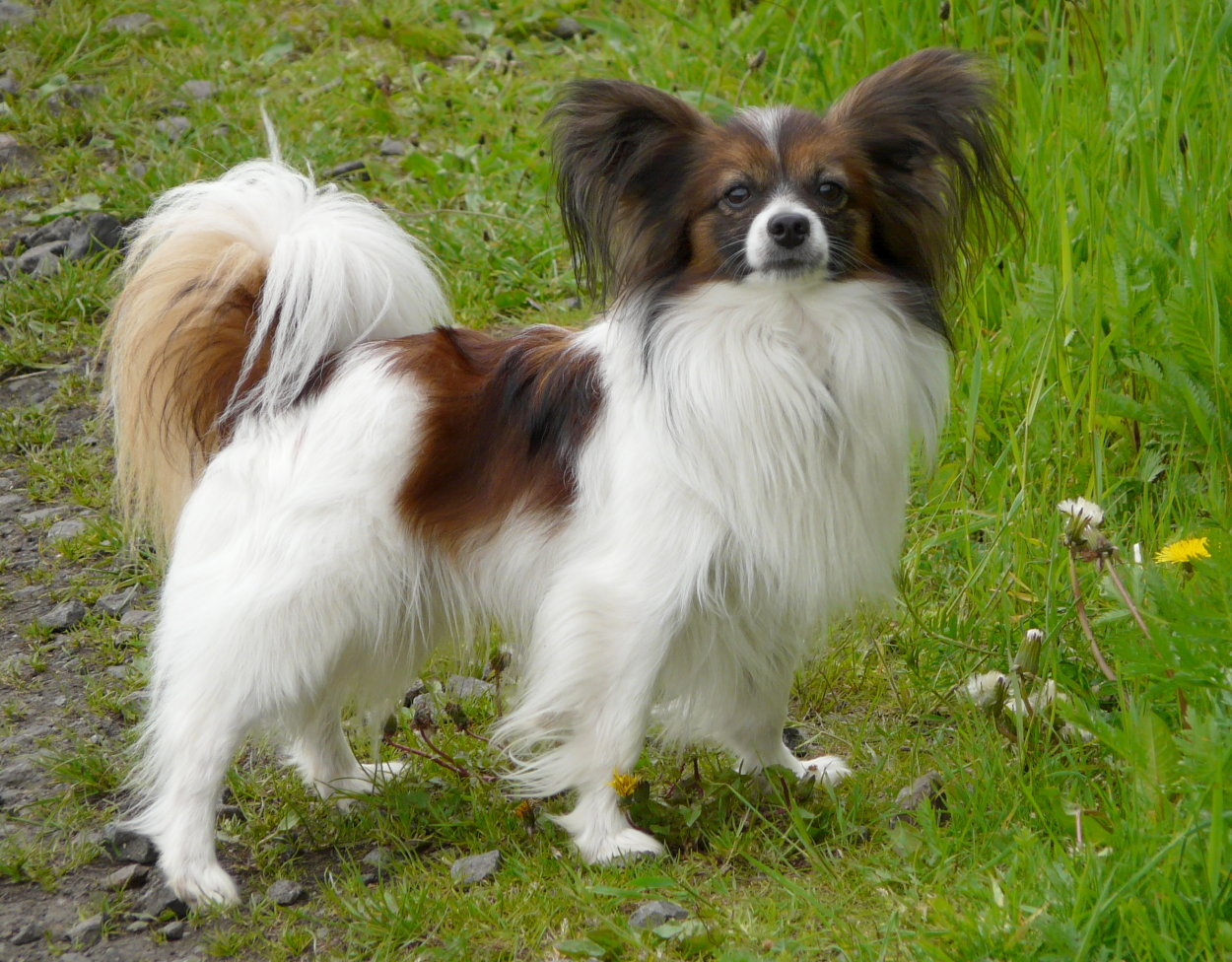
Một con chó Bướm

Mặc dù đây là loại chó thích hợp cho cuộc sống thành thị nhưng đôi khi chúng lại không phù hợp với căn hộ vì chúng có bản năng bảo vệ chủ quyền rất mạnh nên chúng sủa khá nhiều và to khi phát hiện ra các tiếng động và vật thể lạ. Loài chó nhỏ này thích chạy nhảy nhưng cũng sẽ không làm phiền nhiều nếu như bị nhốt trong nhà vài ngày. Giống như các loại chó khác, chế độ tập luyện thường xuyên sẽ đem lại lợi ích cho chúng về mặt sức khỏe.